# Amsterdams byvåben
Amsterdams byvåben er sammensat af flere historiske elementer. I centrum af skjoldet er tre hvide andreaskors ovenover hinanden på en sort pæl der igen er på en rød baggrund. Ovenpå skjoldet er det Østrigske kejserriges krone. Der kom første gang en krone på skjoldet i 1489, da byen blev tildelt Maximilian 1. af det Tysk-romerske riges kongekrone som tak for tjenester og lån. Kronen blev i 1508 udskiftet med den kejserlige krone, da Maximilian blev udnævnt til kejser. Tidligt i det 17. århundrede blev den igen udskiftet med den nuværende krone, som tilhørte Rudolf 2. af det Tysk-romerske rige, og som senere blev det Østrigske kejserriges krone. Kronen var et tegn på kejserlig beskyttelse, og den tjente som godkendelsessegl for rejsende handelsfolk fra Amsterdam. På toppen af Westertoren (tårnet på Westerkerk) er den samme kejserlige krone. Løverne dateres tilbage til det 16. århundrede, da byen var en del af Republikken af de syv forenede Nederlande. Nederst er byens officielle motto: Heldhaftig, Vastberaden, Barmhartig ("modig, bestemt, barmhjertig"), som blev givet af Wilhelmina 1. af Nederlandene i 1947, som anerkendelse for byens modige handlinger under anden verdenskrig.